# Bolszoje Mochowoje
Bolszoje Mochowoje (ros. Большое Моховое) – wieś (dieriewnia) w Rosji, w obwodzie kurgańskim, w rejonie lebiażjewskim. W 2010 liczyła 164 mieszkańców.